# Huta Mińska
Huta Mińska – wieś sołecka w Polsce położona w województwie mazowieckim, w powiecie mińskim, w gminie Mińsk Mazowiecki. Leży w południowym wcięciu Mińska Mazowieckiego.
Duża wieś ze szkołą podstawową, klubem sportowym, ośrodkiem wypoczynkowym.
Leży przy drodze wojewódzkiej nr 802, przy czym droga ta nie stanowi jedynego połączenia z Mińskiem Mazowieckim (posiada 3 bez przejazdu przez inne wsie).

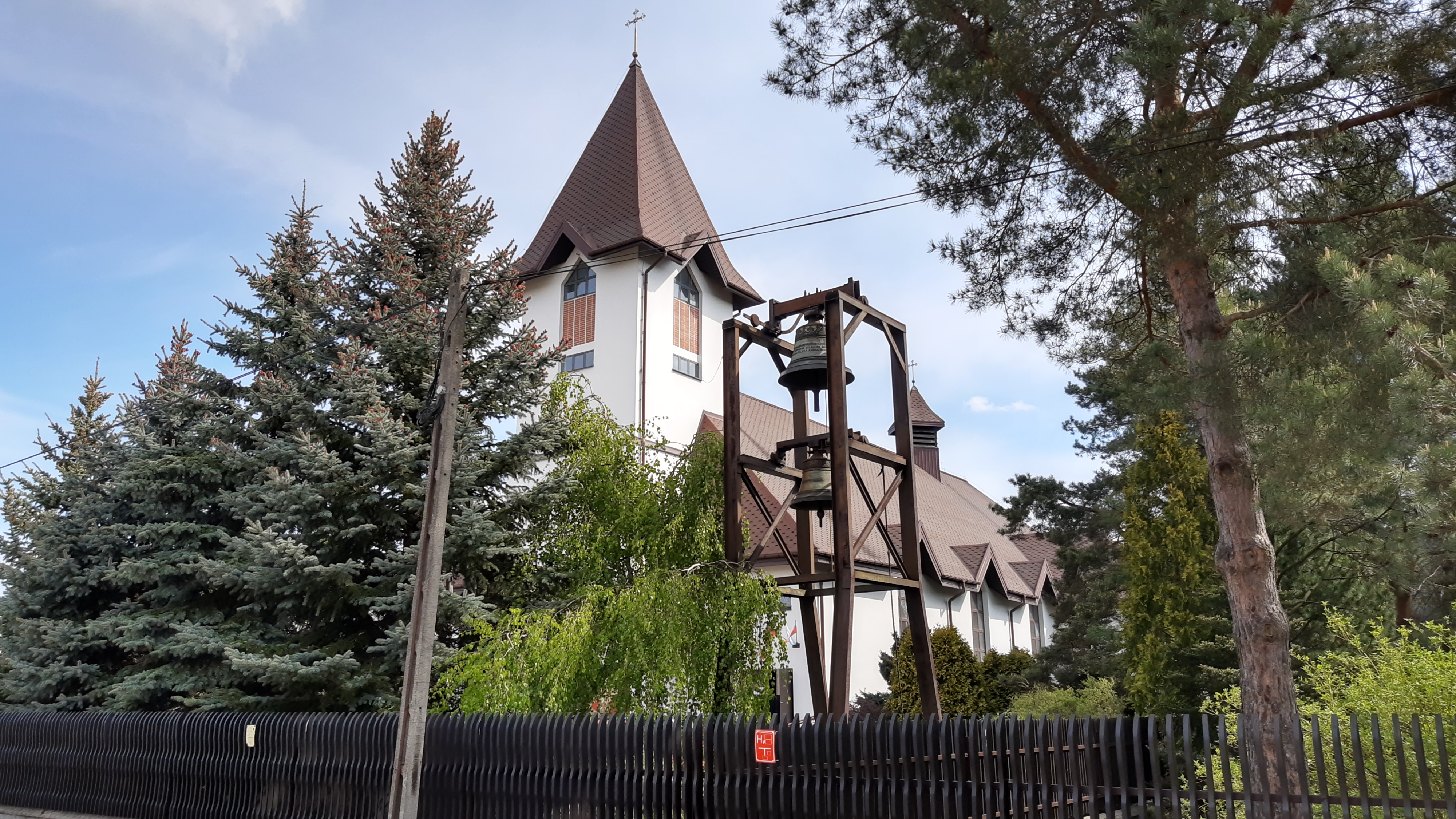
Kościół w Hucie Mińskiej

Wieś jest siedzibą rzymskokatolickiej parafii Matki Boskiej Nieustającej Pomocy. Kościół parafialny znajduje się przy ulicy Nowej 1.  W miejscowości znajduje się też Sala Królestwa (ul. Boczna 1), z której korzysta jeden z 3 zborów Świadków Jehowy z Mińska Mazowieckiego.
Na terenie miejscowości znajduje się pomnik przyrody, dąb szypułkowy (podstawa prawna: Orzeczenie UW w Siedlcach z 14.12.1982 r. RLS-OP-IX-7140/11/82, nr 258 w rejestrze wojewódzkim). Obwód pnia: 370 cm, wysokość 21 m.

## Ludność[9]
| Rok             | 2003 | 2004 | 2005 | 2006 | 2007 | 2008 | 2009 | 2010 | 2011 | 2012 | 2013 | 2014 | 2015 |
| Liczba ludności | 599  | 594  | 594  | 586  | 602  | 593  | 592  | 608  | 605  | 624  | 649  | 698  | 756  |

## Historia
Najwcześniejsze wzmianki o osadzie pochodzą z 1420 roku, kiedy to pierwszy właściciel dóbr mińskich Jan z Gościeńczyc wymienia wśród swoich posiadłości osadę Hucisko leżącą na trakcie z Mińska do Siennicy. Najprawdopodobniej zamieszkiwali ją hutnicy wytapiający żelazo z rud darniowych.
W latach 1975–1998 miejscowość administracyjnie należała do województwa siedleckiego.